# 和潤企業
和潤企業（全名：和潤企業股份有限公司，英文：Hotai Finance Co., Ltd.）是一家台灣的融資公司，屬於和泰汽車集團旗下一員，於1999年5月成立。股票代號：6592。在中國設有子公司和運國際租賃有限公司。

## 沿革

### 創立
1999年5月，和展投資有限公司等7家公司以資本額新台幣3億元投資設立和潤企業。

### 上市上櫃
2018年10月中，於興櫃掛牌，由董事長親自主持法人說明會。
2019年12月掛牌上市，股票上市前首次公開募股，每股承銷價為53元。股票總申購筆數近99萬筆，創下台股10年來公開申購筆數最大量的紀錄。
2021年7月，台灣證券交易所旗下台灣指數公司經流動性檢驗、公司治理評鑑篩選等過程，將和潤企業納入「公司治理100指數」成分股。

### 業務拓展
為強化通路經營強度及產品競爭力，除了配合和泰汽車集團政策外，同時積極拓展海外市場。2007年於中國上海合資設立和運國際租賃、2014年設立和運(上海)商業保理，於沿海及內陸一線城市設有24個營業據點，深耕汽車租賃、分期及設備租賃等業務。
2020年以新台幣3.1億元入股和雲行動服務（iRent）取得50.8%股份，成為最大股東。並與和泰汽車響應日本豐田（TOYOTA）的MaaS策略，合資成立和泰移動，推出yoxi附駕型共享汽車服務，整合集團內購車、貸款、保險到售後服務等資源，開拓國內計程車App叫車市場。
為接軌永續發展趨勢，2021年6月與日商三菱日聯銀行、玉山銀行、中國信託銀行三家銀行簽署新台幣65億元的永續連結貸款，協助企業客戶降低導入綠色能源門檻，使環保車更加普及。

## 獎項紀錄
2007年7月，獲中華信評「長期 twAA- 與短期 twA-1+」評等。
2007年10月，通過ISO 9001國際品質認證。
2018年10月，獲2018年度CESD企業倫理與永續發展國際論壇「標竿永續企業獎」。
2021年，為了提升籌資能力，經申請取得中華徵信所信評(TRC)、標準普爾(S&P)全球評等兩項信用評級：長短期信用評等分別為「twAA-」、「twA-1+」以及「BBB」、「A-2」，長期評等展望皆為「穩定」。

## 社會公益
2018年2月，2018年花蓮地震發生後，捐款予花蓮縣政府0206震災專戶。
2021年4月，響應由荒野保護協會與世界自然基金會（WWF）合作發起的「Earth Hour 地球一小時」環保節能活動，將所節省的電費，全數捐贈予財團法人愛盲基金會-愛盲土城工坊，添購手工皂模具生產設備。
2021年5月，與子公司和雲行動服務（iRent）共同響應和泰汽車集團舉辦的捐款活動，總計捐款新台幣600萬元，給臺北巿政府和新北巿政府防疫專戶。